# Ritratto di Baudouin de Lannoy
Il Ritratto di Baudouin de Lannoy è un dipinto olio su tavola (26x19,5 cm) di Jan van Eyck, databile al 1436-1438 circa e conservato nella Gemäldegalerie di Berlino.

## Storia
Baudouin de Lannoy fu un alto dignitario della corte del Duca di Borgogna per cui van Eyck lavorava, in particolare governatore di Lilla (dal 1423) e capitano del castello di Mortagne (dal 1428). Sappiano che ricevette la catena del Toson d'Oro dall'orefice Jean Peutin di Bruges nel novembre 1431, per cui il dipinto è sicuramente successivo a tale data.
Fattori stilistici fanno datare il piccolo ritratto a qualche anno dopo.

## Descrizione e stile
Il personaggio è ritratto di tre quarti, come consueto nella pittura fiamminga fin dagli anni trenta del XV secolo, su uno sfondo scuro che esalta al massimo l'effigie, posta invece in piena luce. Indossa un prezioso mantello di broccato bordato di pelliccia, un grande cappello a tuba (lo stesso che indossa Giovanni Arnolfini nel celebre ritratto con la moglie), e la catena al collo dell'Ordine del Toson d'oro, fondato dal duca Filippo il Buono il 10 gennaio 1430.
Tutto concorre a massimizzare l'attenzione dello spettatore sul volto, come la riduzione artificiosa del busto e delle mani, che potrebbero quasi apparire quelle di un nano. In realtà si trattava di un artificio memore delle proporzioni gerarchiche medievali, che vedevano nella testa la parte più importante dell'uomo. Il volto indagato con la massima cura nei dettagli più realistici, dai solchi dell'epidermide alla barba che appena spunta. Lo sguardo è intenso e rivolto dritto avanti, in modo da comunicare un senso di autorità e comando.